# Ли цзи

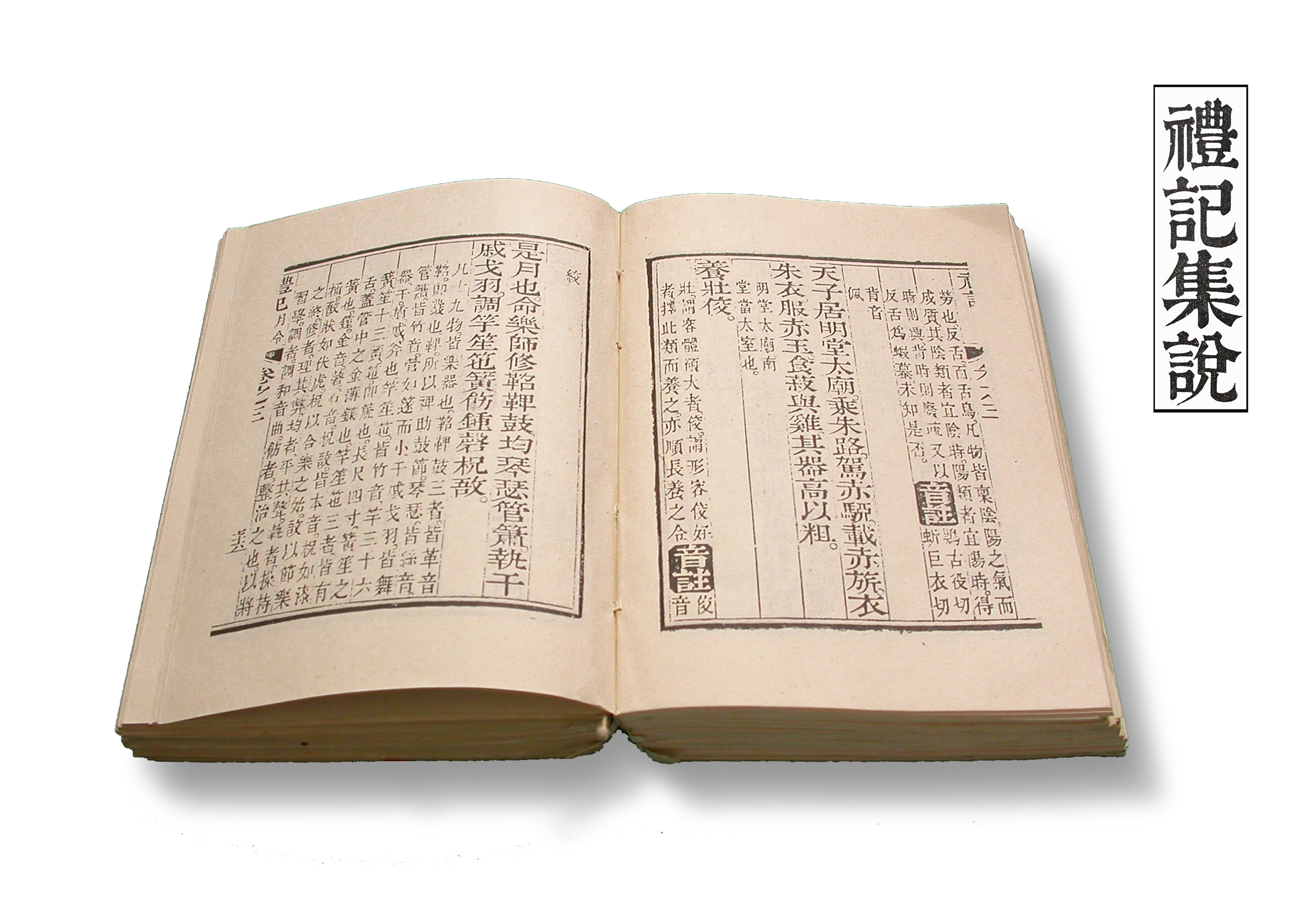
«Ли цзи»

Ли цзи (кит. трад. 禮記, упр. 礼记, пиньинь Lǐjì; варианты перевода — «Записки о правилах благопристойности», «Книга ритуалов», «Книга установлений», «Книга обрядов», «Трактат о правилах поведения», «Записки о нормах поведения») — один из главных канонов конфуцианства. Изучался поколениями учёных (в том числе Чжу Си); включён в литературные антологии (Гувэнь гуаньчжи). 

## История
Текст «Ли цзи» был составлен в IV—I вв. до н. э. В I веке до н. э. трактат «Ли цзи» был включён в состав конфуцианского Пятикнижия. В XII веке две главы «Ли цзи» — «Да сюэ» и «Чжун юн» — вошли в качестве самостоятельных произведений в базовый конфуцианский канонический свод «Четверокнижие».
«Ханьшу» утверждает, что в I веке до н. э. Лю Сян редактировал текст «Ли цзи» из 130 глав. Основываясь на этом тексте Дай Дэ (современник Лю Сяна) вычленил и отредактировал 85 глав, известных как «Да Дай Ли цзи» («Записки о правилах благопристойности старшего Дая»). Его племянник Дай Шэн на этой основе сформировал текст из 49 глав, получивший впоследствии название «Сяо Дай цзи» («Записки младшего Дая»); этот текст не сохранился, но он считается основой современного корпуса «Ли цзи» из 49 глав.

## Авторство
Большинство из входящих в «Ли цзи» глав приписывается ученикам Конфуция (непосредственным, а также во втором и третьем поколениях): Цзэн-цзы, Янь Юаню и другим. Авторство сохранившейся части 19-й главы («Юэ цзи» — «Записки о музыке») одна традиция приписывает Гунсунь Ни-цзы, другая — Сюнь-цзы.

## Содержание
В «Ли цзи» описывается идеальная конфуцианская модель социального механизма — от основ политической администрации до норм взаимоотношений в рамках семьи и ритуалов в основных жизненных ситуациях. Основа этого механизма — ритуализированные нормы «благопристойности». См. Ли (ритуал).

## Комментарии
Наиболее авторитетные комментарии «Ли цзи»:
- Чжэн Сюань «Ли цзи чжу» («Комментарии к Ли цзи», II век)
- Кун Инда «Ли цзи чжэн и» («Правильное толкование Ли цзи», VI — начало VII века)
- Чжу Бяо «Ли цзи сюнь цзуань» («Компиляция из исследований Ли цзи», XIX век)
- Сунь Сидань «Ли цзи цзи цзе» («Сборник толкований Ли цзи», XIX век)